# Northern League (hockey sur glace, 1966-1982)
Pour les articles homonymes, voir Northern League.
La Northern League (traduction : Ligue du Nord) a été une compétition de hockey sur glace regroupant des équipes de hockey sur glace d'Écosse et initialement du nord de l'Angleterre, à partir de 1966. En 1982, elle fusionne avec la Ligue Inter-City et le Championnat d'Angleterre du Nord pour former la British Hockey League.
À l'origine de sept équipes ont participé à la saison 1966-67. Néanmoins devant le succès et la forte augmentation de nombre d'équipes, en 1970 il a été décidé que les équipes anglaises forme une Ligue du Sud, laissant la Ligue du Nord aux équipes écossaises.

## Palmarès
- 1966-1967 : Mohawks Paisley
- 1967-1968 : Paisley Mohawks
- 1968-1969 : Paisley Mohawks
- 1969-1970 : Murrayfield Racers
- 1970-1971 : Murrayfield Racers
- 1971-1972 : Murrayfield Racers
- 1972-1973 : Dundee Rockets
- 1973-1974 : Durham Wasps
- 1974-1975 : Durham Wasps
- 1975-1976 : Murrayfield Racers
- 1976-1977 : Fife Flyers
- 1977-1978 : Fife Flyers
- 1978-1979 : Murrayfield Racers
- 1979-1980 : Murrayfield Racers
- 1980-1981 : Murrayfield Racers
- 1981-1982 : Dundee Rockets